# Шеметни години
„Шеметни години“ (на английски: That '70s Show) е американски ситком, въртящ се около живота на група тийнейджъри във фиктивния град Пойнт Плейс, Уисконсин, от месец май 1976 г. до 31 декември 1979 г. Сериалът прави своя дебют по телевизия Fox на 23 август 1998 г. и завършва с осмия си сезон и общо 200 епизода на 18 май 2006 г. „Шеметни години“ дава началото на филмовите кариери на някои от актьорите си, които по времето на избирането им не са толкова известни.
През октомври 2021 г. Netflix обявява, че ще има продължение на сериала със заглавие „That '90s Show“, а Къртууд Смит и Дебра Джо Ръп ще се върнат към ролите си на Ред и Кити Форман. През февруари 2022 е обявено, че Кали Хаверда, Ашли Ауфдърхайд, Мейс Коронъл, Максуел Ейси Донован, Рейн Дои и Сам Морелос ще изпълняват главните роли. Снимките започват на 6 февруари 2022 г. На 30 април 2022 става ясно, че Тофър Грейс, Лора Прийпон, Мила Кунис, Ащън Къчър и Уилмър Валдерама ще имат гостуващи роли.

## „Шеметни години“ в България
В България сериалът започва излъчване на 13 февруари 2008 г. по GTV от вторник до петък от 10:00 по два епизода наведнъж и завършва на 4 август. Всички сезони са пуснати наведнъж. На 24 март 2009 г. започват повторенията, всеки делничен ден от 12:00 по два епизода наведнъж с повторение от 19:00 и завършват на 10 август 2009 г. На 2 декември по обновения bTV Comedy започва ново повторно излъчване от 15:30, с разписание всеки делник от 15:00 по два епизода, с повторение на следващия ден от 01:00 (01:30 за първи епизод) и завършва на 23 април 2010 г. На 23 август започва ново излъчване, всеки делничен ден от 16:00 по два епизода с повторение само на първия епизод на следващия ден от 00:30, а от 30 август и на двата, всеки делник от 06:00 и приключва на 4 януари 2011 г., като последните шест епизода не бяха повторени. От първи до пети сезон дублажът е на студио Медиа Линк, а от шести до осми на студио GTV. Ролите се озвучават от артистите Петя Миладинова, Стефан Димитриев, Иван Райков, Георги Георгиев – Гого от първи до пети сезон, Станислав Пищалов от шести до осми и Кирил Бояджиев, който е кредитиран като Димитров в ранните споменавания на името му при финалните надписи на сериала. В българския дублаж на тринайсети епизод името на единия от създателите Бони Търнър е прочетено грешно като Бени Търнър.
На 4 януари 2010 г., преведен като „Ах, тези '70 г.!“, а в програмата за телевизиите като „Ах, 70-те!“, започва по HBO Comedy със субтитри на български, всеки делничен ден по два епизода от 11:00 с повторение от 17:05 и с повторение в събота и неделя по пет епизода от 16:00 или 16:15.